# Reißdamm

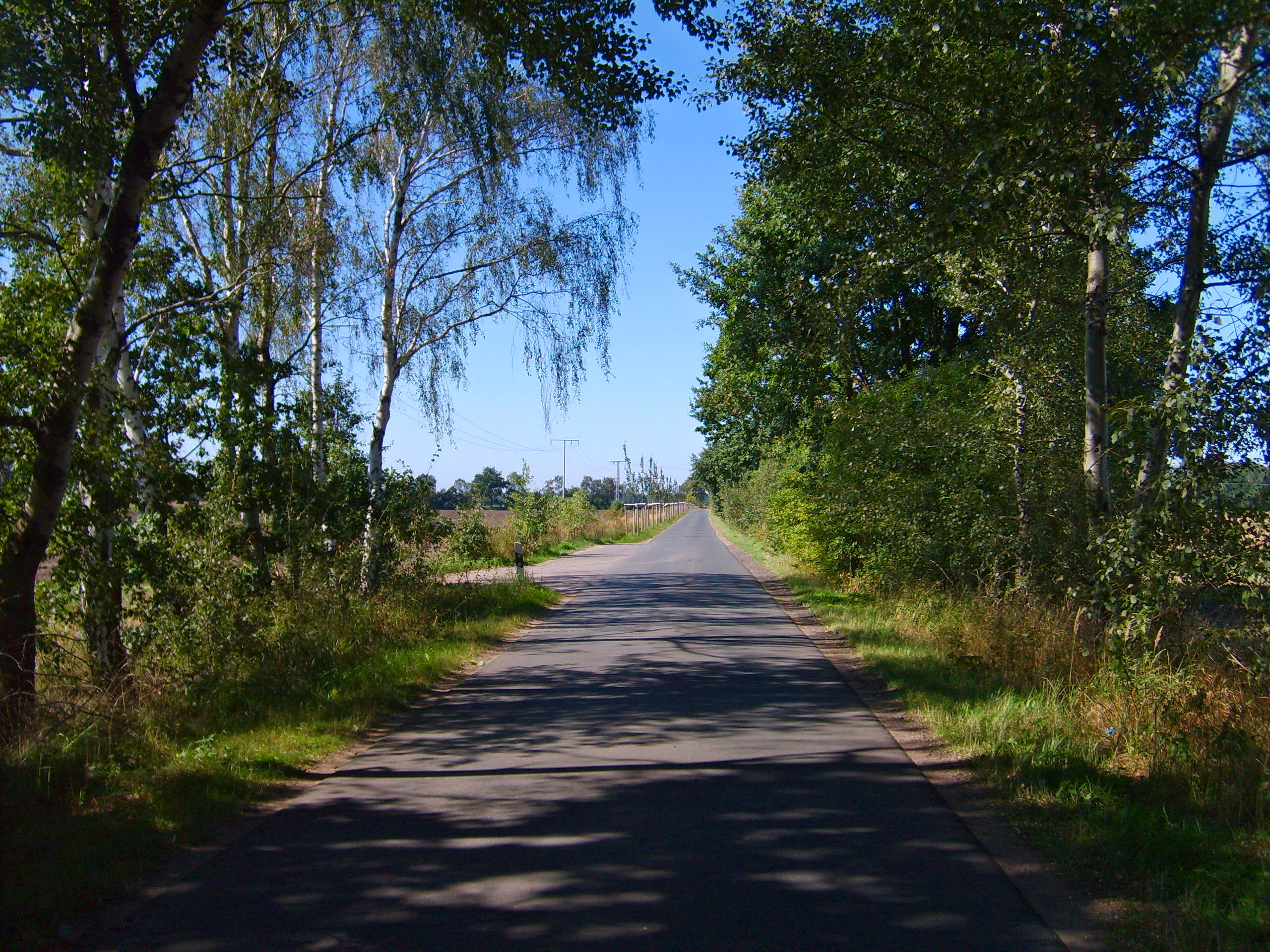
Reißdamm (2008)

Der Reißdamm ist einer der historischen Hauptwege des Schradens, der sich etwa sechzehn Kilometer von Ost nach West durch das Zentrum der zum Großteil im Landkreis Elbe-Elster gelegenen Niederung zieht.
Die am Reißdamm gelegene gleichnamige Siedlung ist ein amtlich ausgewiesener Wohnplatz der südbrandenburgischen Kleinstadt Elsterwerda.

## Geschichte

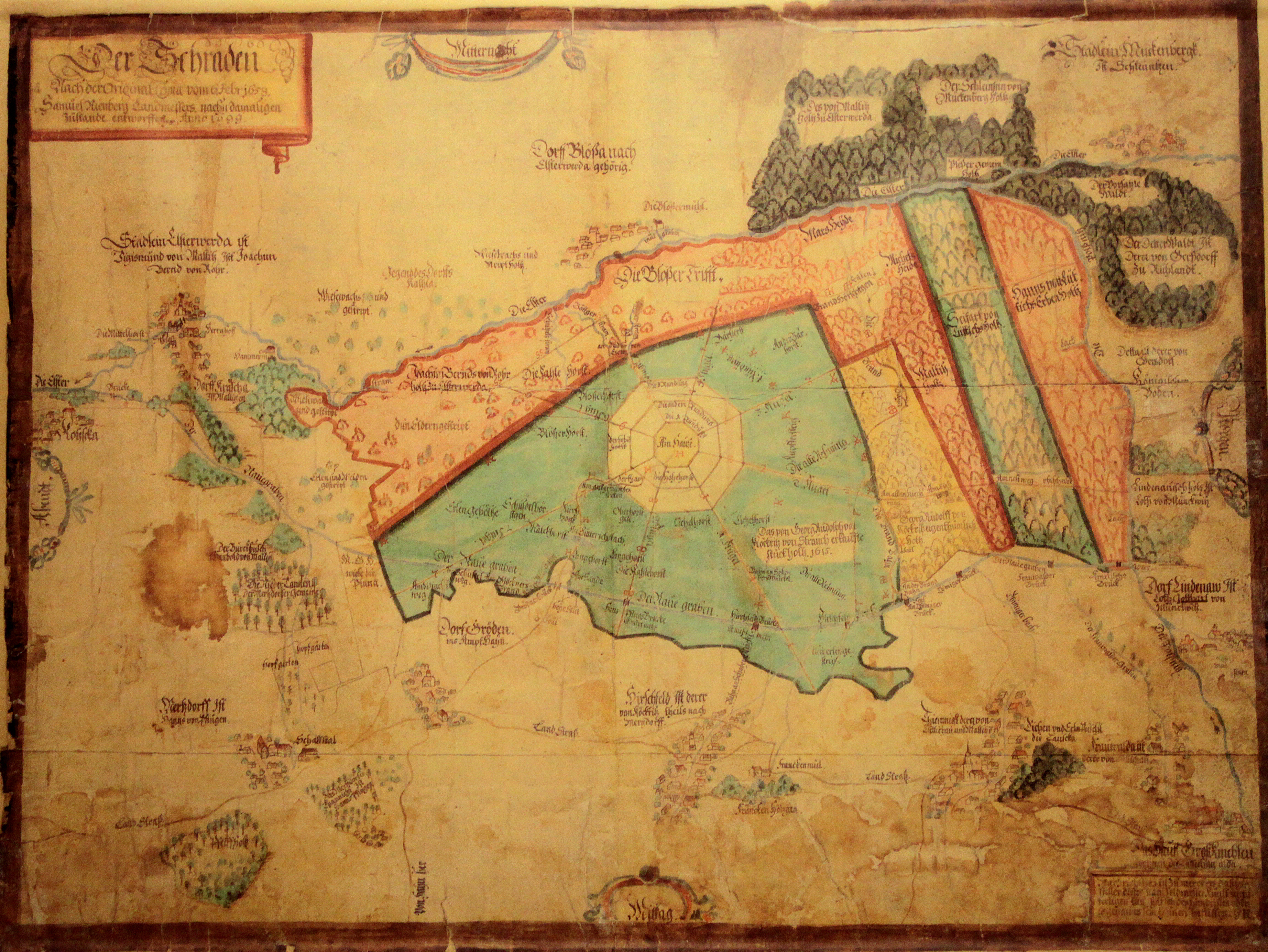
Der kurfürstliche Jagdgarten um 1658

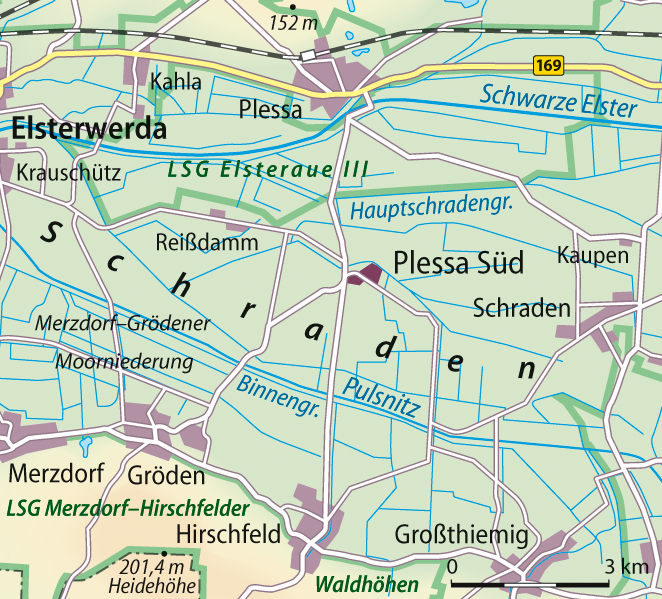
Der Schraden mit dem Reißdamm

### Reißdamm
Der Reißdamm ist einer der historischen Hauptwege des Schradens, der sich von Ost nach West durch das Zentrum der Niederung zieht. Er verbindet Elsterwerda mit der zur Gemeinde Plessa gehörenden Siedlung Plessa-Süd, der Gemeinde Schraden und nach etwa sechzehn Kilometern mit der bereits im Landkreis Oberspreewald-Lausitz gelegenen Gemeinde Tettau.
Mitte des 16. Jahrhunderts wurde im Zentrum des Schradenwaldes im Bereich, wo sich die heutige Siedlung Plessa-Süd befindet, ein sogenannter kurfürstlicher Sau- beziehungsweise Jagdgarten angelegt. In dessen Mitte befand sich ein Forsthaus, das als Fachwerkbau errichtet worden war und an dessen Ecken sich kleine Türmchen befanden. Außerdem wurde 1650 vom Westen her ein Dammweg angelegt, um den Zugang zum Jagdgarten für die vom Elsterwerdaer Schloss aus Richtung Westen anreisenden Jagdherren zu erleichtern. Vermutlich handelte es sich hierbei um den heutigen Reißdamm. Das Forsthaus erlitt während des Dreißigjährigen Krieges schwere Schäden und wurde später abgerissen.
Infolge der Mitte des 19. Jahrhunderts erfolgenden Regulierung der durch die Niederung fließenden Schwarzen Elster wurden im Schraden Separationen notwendig, da durch die umfangreichen Meliorationsarbeiten der Grundwasserspiegel in der Niederung um etwa einen Meter gefallen und insgesamt 80.000 Morgen Sumpfgelände nutzbar gemacht worden war. Als Folge der Separationen entstand auch die Verlängerung des Reißdamms über das gleichnamige in jener Zeit zur Krauschützer Domäne gehörende Vorwerk hinaus bis nach Tettau.
Der vorher hauptsächlich als Sand- und Schotterpiste durch die Niederung führende Reißdamm, wurde Anfang der 2000er Jahre als „Touristischer Weg“ ausgebaut und asphaltiert.

### Siedlung Reißdamm

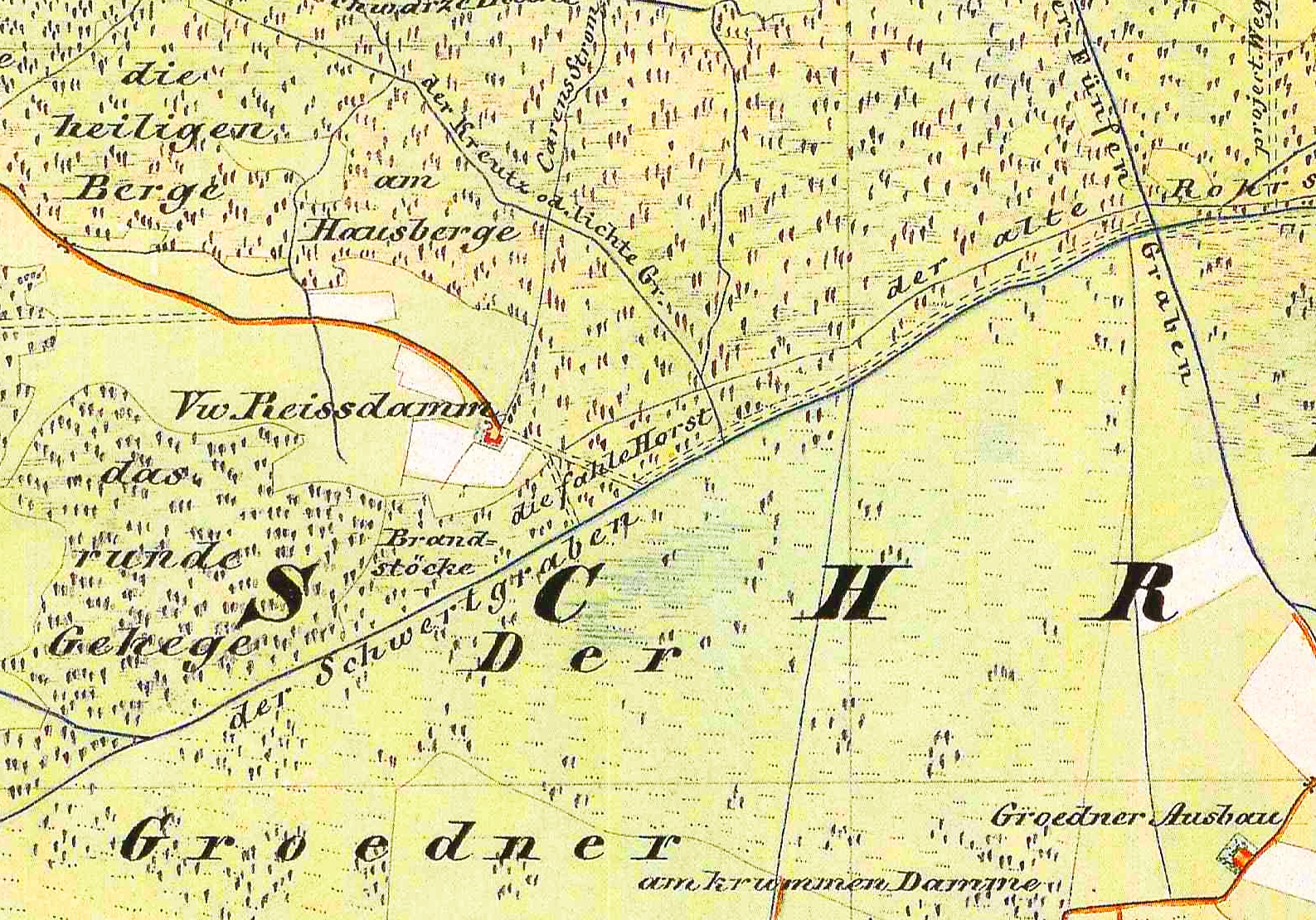
Das Vorwerk Reißdamm um 1847

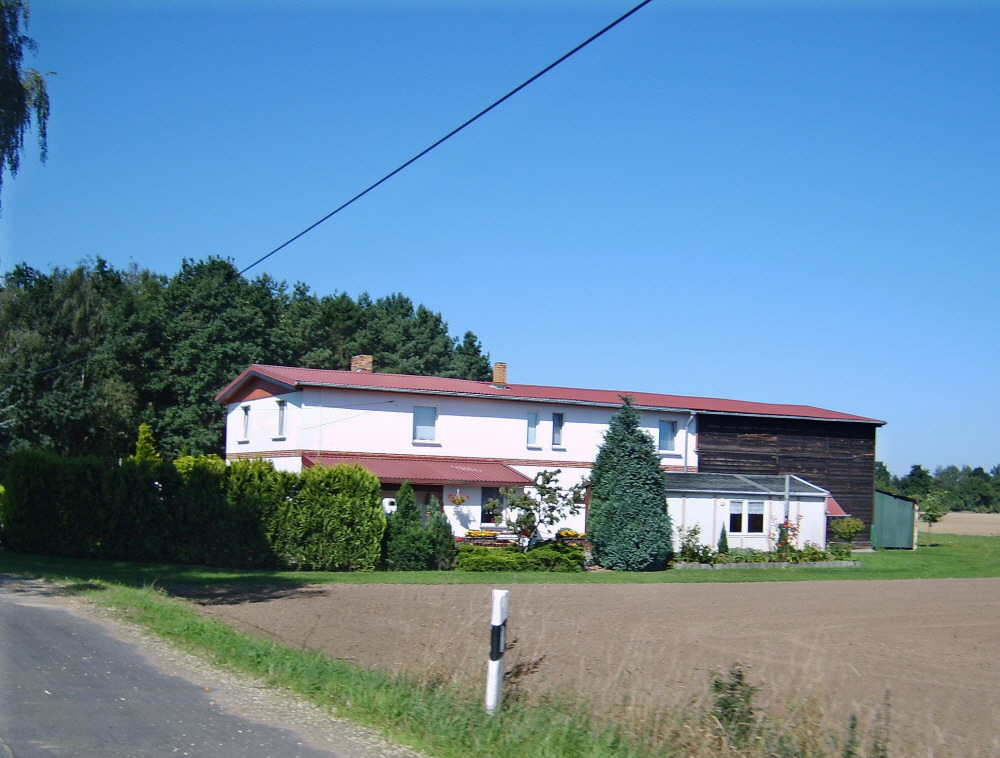
Typisches Anwesen am einstigen Vorwerk Reißdamm

Die etwa vier Kilometer östlich des Elsterwerdaer Stadtteils Krauschütz gelegene und nur aus einigen Anwesen bestehende Siedlung verdankt ihren Namen dem Reißdamm, an dem sie sich befindet.
Am Standort der heutigen Siedlung Reißdamm wurde gegen Ende des 17. Jahrhunderts ein Vorwerk der Herrschaft Elsterwerda errichtet. Es war neben dem ebenfalls zu Elsterwerda gehörendem Vorwerk Oberbuschhaus und dem zur Herrschaft Großkmehlen gehörendem Vorwerk Rotes Buschhaus eines der Ersten in der Niederung. Diese Vorwerke nahmen unter anderem Rodungen im Schradenwald vor, legten Ackerflächen und Gräben an. Wegen der Nutzung des Schradens kam es dann auch bald zu Streitigkeiten zwischen diesen beiden Herrschaften, welche zum Teil vor Gericht ausgetragen wurden.
Die in der Siedlung Reißdamm befindlichen Anwesen werden durch die Vereinigung von Wohn- und Stallteil in einem Gebäude geprägt. Zum Teil sind diese Gebäude auch mit einer Holzverschalung versehen. Sie wurden im 2001 erschienenen Band 63 „Der Schraden“ der Publikationsreihe Werte der deutschen Heimat als bemerkenswert bezeichnet.

## Sage
Die Sage vom Reißdamm erzählt vom Bau des mitten durch die sumpfige Niederung führenden Reißdammes, der in der Sage allerdings zwischen Krauschütz und Merzdorf gelegen ist. Einst soll an seinem Ende in einer Wasserburg ein Ritter in seiner Burg gehaust haben, dem jährlich eine Jungfrau geopfert werden musste. Nach der dreißigsten Jungfrau wurde dem Ritter und seinem Treiben von den Bauern der Umgebung mit Hilfe eines Wandersmannes ein Ende bereitet.